# Bromisochinoline
Die Bromisochinoline bilden eine Stoffgruppe, die sich von Isochinolin ableitet. Durch die unterschiedliche Position des Bromatoms ergeben sich sieben Konstitutionsisomere. Das N-Brom-Derivat wäre keine neutrale Verbindung und ist daher ausgenommen.
| Gefahrensymbol | Gefahrensymbol |

| Gefahrensymbol |

| Gefahrensymbol |

| Gefahrensymbol |

| Gefahrensymbol |

| Gefahrensymbol |

| Gefahrensymbol |